# Coupe du Liechtenstein de football 1947-1948
Navigation
Édition suivante Édition suivante
La coupe du Liechtenstein 1947-1948 de football est la 3e édition de la Coupe nationale de football, la seule compétition nationale du pays en l'absence de championnat.
La finale est disputée à Vaduz, le 19 septembre 1948, entre le FC Vaduz et le FC Triesen.
De la compétition, seul le résultat de la finale est connu.
Le FC Triesen remporte le trophée en battant le FC Vaduz. Il s'agit du 3e titre de l'histoire du club dans la compétition.

## Finale
| 19 septembre 1948 | FC Triesen | 4 - 2 ap | FC Vaduz | Vaduz |  |
|                   |            |          |          |       |  |